# Koninginnedag 2004

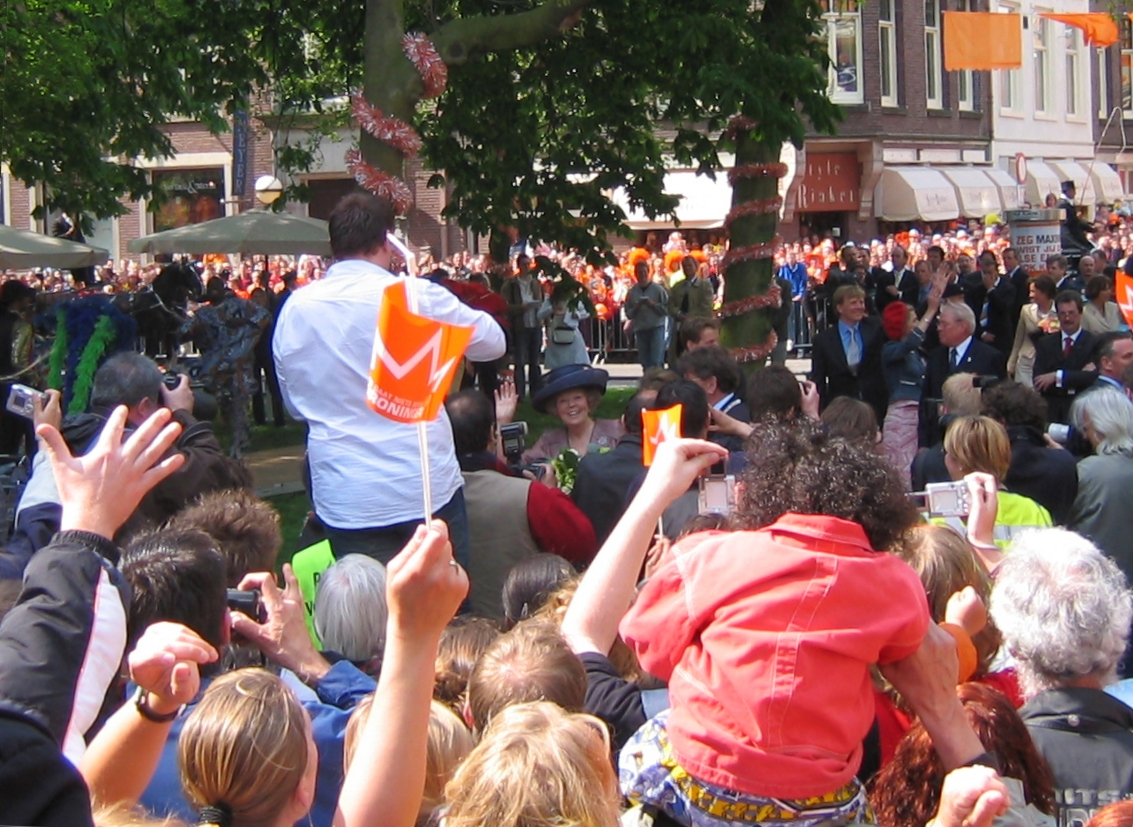
De koninklijke familie op de Noordzijde van het Akerkhof

De nationale viering van Koninginnedag 2004 vond plaats in Warffum en Groningen. Het was de tweede keer dat de koninklijke familie de provincie Groningen aandeed ter gelegenheid van Koninginnedag. De eerste keer was dat in 1990. Toen bezochten koningin Beatrix en haar gevolg Loppersum en Haren. Het was de eerste Koninginnedag die gevierd werd na het overlijden van prinses Juliana, wier verjaardag viel op 30 april.
Het programma begon in Warffum waar vooral heel veel dans op het programma stond. Ook was er een aantal opmerkelijke spelletjes. Zo kon de koninklijke familie deelnemen aan het bestaande spel notenschieten (Gronings: neutenschaiten) en aan de - voor deze gelegenheid speciaal bedachte spellen bierpulschuiven, spijkerbroekhangen en gootsteenontstoppers darten.
Aan het einde van de ochtend vertrok het gezelschap per trein naar Groningen. Vanaf het station ging men per koets naar het A-Kerkhof. Op de Vismarkt was een groot aantal activiteiten. Zo was er een demonstratie Leeuwendans van een lokale Bao Trieu School, waren er break dancedemonstraties en had de Rijksuniversiteit Groningen aanbod van opmerkelijke wetenschappelijke vindingen. Op de Grote Markt zong een duizendkoppig kinderkoor de koninklijke familie toe. Na afloop bedankte de koningin nogmaals voor de vele blijken van medeleven die de koninklijke familie mocht ontvangen na het overlijden van prinses Juliana, op 20 maart van datzelfde jaar.